# Nyctimystes latratus
Nyctimystes latratus es una rana de árbol de la familia Pelodryadidae de Papúa Nueva Guinea. Vive entre 500 y 1200 metros sobre el nivel del mar en el monte Dayman y cerca del río Bai-u.
Tiene ojos dorados. Es de color marrón claro o marrón oscuro con un vientre blanco opaco.
El nombre específico, latratus, proviene de la palabra latina latros para ladrar.